# Neil Bennett
William Neil Bennett, né le 20 avril 1951 à Ramsey (île de Man), est un joueur de rugby à XV, sélectionné en équipe d'Angleterre au poste de demi d'ouverture.

## Carrière
Il dispute son premier test match le 15 mars 1975 contre l'Écosse et le dernier contre le pays de Galles, le 17 mars 1979.

## Statistiques en équipe nationale
- 7 sélections avec l'équipe d'Angleterre
- 23 points (2 essais, 5 pénalités)
- Ventilation par année : 2 en 1975, 1 en 1976, 4 en 1979
- Trois Tournois des Cinq Nations disputés : 1975, 1976, 1979.